# 圣尼古劳
圣尼古劳是巴西南大河州的一个市镇。总面积485.326平方公里，总人口5909人，人口密度12.2人/平方公里。